# Calow
Calow – wieś w Anglii, w hrabstwie Derbyshire, w dystrykcie North East Derbyshire. Leży 36 km na północ od miasta Derby i 210 km na północny zachód od Londynu. Miejscowość liczy 2496 mieszkańców.